# Anthomyia separabilis
Anthomyia separabilis är en tvåvingeart som först beskrevs av Pandelle 1900.  Anthomyia separabilis ingår i släktet Anthomyia och familjen blomsterflugor.
Artens utbredningsområde är Tjeckien. Inga underarter finns listade i Catalogue of Life.